# Читаури
Читаури (англ. Chitauri) — раса инопланетных оборотней, которые появляются в публикациях альтернативной вселенной Marvel Comics, Ultimate Marvel, в ограниченной серии The Ultimates. Они были созданы Марком Милларом и Брайаном Хитчем для конечной франшизы вселенной вместо существующих чужеродных видов Marvel Comics, Скруллов, которые играют аналогичную роль в основной вселенной. Позже Marvel предпочла различать Скруллов и Читаури в Ultimate вселенной. Впоследствии вид был адаптирован к другим средам, в частности, появившись в фильме 2012 года «Мстители» как сила вторжения, возглавляемая Локи и даже в главной Вселенной Marvel.

## Биография
Раса, называемая Читаури, появилась как Ultimate версия (земля-1610) и аналог Скруллов. Они представляют собой чужеродный вид с изменённой внешностью, которые пытались покорить Землю, особенно в годы Второй мировой войны и снова в начале XX века.
Читаури утверждают, что они являются частью «иммунной системы Вселенной», уничтожая беспорядок и свободную волю там, где они её находят. Похоже, что они предпочитают действовать за кулисами, имитируя и влияя на социальные и военные методы видов, которые они в настоящее время внедряют. Например, они помогли нацистам в их попытке завоевать мир, предоставив им технологию создания ядерной бомбы, которую несёт межконтинентальная баллистическая ракета. Однако эта попытка была сорвана прототипом супер-солдата под кодовым названием Капитан Америка. В течение всего конфликта Второй мировой войны Читаури были изгнаны из своих баз в Африке и Европе даже из своих основных японских тренировочных лагерей в Хиросиме и Нагасаки. После окончания войны Читаури отступили, чтобы разработать новые планы.
Следующая попытка завоевания была более тонкой (вначале), включающей долгосрочные методы манипулирования, такие как запрещающие волю лекарства во многих странах водоснабжения, влияющие на средства массовой информации, и RFID (Радиочастотной идентификации) микрочипов, которые должны быть имплантированы школьникам. Читаури также проникли в Щ.И.Т., особенно Пси-Дивизия, которая могла телепатически выискивать агентов Читаури. Однако, Щ. И. Т. смог обнаружить некоторых из низкоуровневых «беспилотных» сотрудников инопланетян, замаскированных под сотрудников общей канцелярии, и уничтожили их в нападении, возглавляемом Чёрной вдовой и Соколиным глазом.
Читаури установили ложную информацию через скомпрометированную Пси-дивизию, которая привела Щ. И. Т. и Алтимейтов в ловушку на маленьком Микронезийском острове; Благодаря совместным усилиям Ultimate Железного человека и Ultimate Тора, Алтимейтов, Ник Фьюри и горстки солдат Щ. И. Т.а выжили, но тысячи солдат Щ. И. Т. были убиты и десятки Геликарриеров были уничтожены.
Читаури тогда контратаковали, проникнув в Трискелион и захватив Осу. Лидер Читаури (известный только по его прежней нацистской идентичности как господин Клейзер) взял Осу на скрытую базу Читаури в Аризоне. Тем не менее, их расположение было обнаружено, когда флот поврежденных кораблей Читаури внезапно вошёл в атмосферу Земли, чтобы зависнуть над ранее секретной базой, утверждая, что они бежали от крупных поражений в галактике от межгалактических врагов и что остальная часть их сил вынуждена «скрываться» в Галактике Млечный Путь (то есть в Солнечной системе Земли). Не обращая внимания на длительные усилия Господина Клейзера, Читаури приказали ему уничтожить Землю и всю солнечную систему с помощью бомбы в конце света в рамках политики выжженной земли и отступить в «низшее четвёртое измерение». The Ultimates и все доступные Щ. И. Т. вооруженные силы немедленно сблизились с чужим флотом.
Хотя Железный человек и Тор были в состоянии повредить корабли (а также избавиться от бомбы Читаури, телепортировав её в отходы Настронда, где её детонация вызвала лишь небольшую рябь в пространстве-времени), именно Халк сбил большинство судов флота. В то же время Капитан Америка сражался со своим старым противником Клейзером, но не смог победить его одного. При призыве/издевательстве Капитана Америки над Клейзером, касающемся Бетти Росс (Халк), Халк смог победить, расчленить и уничтожить Клейзера. В настоящее время предполагается, что сочетание серии межгалактических поражений в Читаури и разрушение флота Читаури на Земле означало полное поражение инопланетной расы.

Во время Войны Читаури с Крии все Читаури (чьи истинные формы напоминают своих собратьев по Мстителям) сражаются с врагами, когда они столкнулись с Галактусом. Когда их корабли были сильно повреждены сущностью, раскол в ткани действительности привел существо из другой вселенной, которая называла себя Галактус. Галактус слился с посетителем и создал ещё более мощного Галактуса, нуждающегося в корме.

## Силы и способности
Читаури были способны имитировать человеческую форму и поглощать знания человечества, видимо, в результате попадания в желудок тел или мозга людей, которым они подражали. В их естественной форме, они, кажутся большими и похожими на рептилий, но нет четкого изображения их родной формы. Хотя рабочие Дроны почти безмозглые и менее долговечны, чем обычные люди, высокопоставленные офицеры, такие как Клейзер, обладали достаточной силой, чтобы конкурировать с Капитаном Америкой нечеловеческой выносливостью и стойкостью, очень быстрой регенерацией, способностью видеть и ощущать невидимые объекты или людей. Халк оказывается достаточно сильным, чтобы разрушить и уничтожить Клейзера.

## Вдохновения
Милларская концепция о Читаури была вдохновлена британским теоретиком заговора Дэвидом Айком. Айк полагает, что мир тайно управляется элитой, названной Иллюминатами, которые являются действительно изменяющими форму рептильными гуманоидами.

## Сравнение со Скруллами
Позднее появляется другая раса, называемая Скруллами, физически напоминающая Скруллов в основной Вселенной Marvel (возглавляемая миллиардером Императором Скруллом, Кл’ртом); Эти скруллы не любят путаницу себя с Читаури, которых они называют террористами. Они имеют чрезвычайно продвинутые технологии, но не наблюдаются для изменения формы. Эти Скруллы были замечены только на альтернативной временной шкале, с которой Рид Ричардс связался со своим миром через свой телепортер. События, ведущие к этой временной шкале были изменены в Ultimate Fantastic Four #29, и контакт никогда не делался.

## Другие версии

### Земля-616
Новая итерация Читаури (вдохновленная их изображением в фильме «Мстители») впервые появилась в господствующей непрерывности вселенной Земля-616 как враги Нового Новы. Последний был в состоянии победить целую армию Читаури и Титуса с Ultimate Нейтрализатором, что он украл у них в первую очередь. В настоящее время они держат отца Новы Джесси в качестве заложника на планете, похожей на Сатурн.
Читаури схватили Джесси Александра в плен на их планету Читаури, как одного из рабов Читаури для боёв в гладиаторской арене.
Читаури показан как Читауринский клон Джесси Александра, который также имеет память Джесси.
В то время, когда воспоминания капитана Америки были переписаны клоном Красного Черепа, используя способности Кобика бывшего агента Гидры, клон Красного Черепа заставил Капитана Америку украсть несколько яиц Читаури для того, чтобы заманить Читаури на Землю, для того, чтобы они могли разрушить её. Космической программе Команды Альфа приходилось бороться с роем Читаури где они уничтожили четыре различных роя в месяц. Большой рой Читаури был разбит Квазаром где предсказывано, что это было намного больше, чем рой Читаури который будет казаться больше, чем Аннигиляционная волна.
В сюжетной линии Secret Empire, Читаури прибыли на Земле, где встретили программу Команды Альфа, Алтимейтов, Квазара и Гипериона с Земли-13034. Как Гидра начала свое поглощение плана, Капитан Америка активировал планетарную защиту Щ. И. Т.а для сдерживания Читаури находящихся вне Земли их боевых действий. Те кто в ловушке, находящимся за пределами Земли продолжают борьбу с Читаури, так как они не в состоянии убедить представителей в Совете Галактического в помощи им против Читаури.

## Вне комиксов

### Телевидение

#### Кинематографическая вселенная Marvel
- Читаури появляются в Кинематографической вселенной Marvel, общаясь с Таносом через своего визиря, называемым «Другим» (в исполнении Алексиса Денисофа). Не обладая способностью к изменению формы, они представлены как раса седокожих, шестипалых рептилианских гуманоидов, которые имеют биомеханическую физиологию и сверхчеловеческие атрибуты, но не обладают долговечностью. Их технология включает в себя как скиммеры на воздушной подушке, так и Некрокрафты, до живых авианосцев под названием «Левиафаны» и их солдат, имеющих нервную связь с матерью
- Читаури сначала появляются как вторичные антагонисты в фильме «Мстители», где Другой, действует от имени Таноса, предоставляет Читаури к Локи для вторжения на Землю[16][17]. В то время как их в конечном счете сокрушают Мстители, Железный человек разрушает главную базу с захваченной ядерной ракетой во вторгающиеся силы, где бросив бомбу медленно падает в закрывающийся портал. А в сцене он признается Таносу, что миссия провалилась, и также признает, что появились Мстители, и Танос принимает это как угрозу не только самому себе, но и самой Смерти, как утвердил Другой.
- Читаури появляются в фильме 2014 года «Стражи Галактики». Другой кратко появляется там, где он связывается с Ронаном Обвинителем и Туманностью о предательстве Гаморы и вызывает их в Святилище. Когда они появятся, Другой ругает их за их провал и проявляет некоторое уважение в присутствии Таноса. В то время как Другой был в середине предложения, Ронан Обвинитель стал нетерпеливым и убил Другого, используя свое Универсальное Оружие, чтобы повернуть голову Другого на 180 градусов[18]. Солдат Читаури также рассматривается как заключенный в музее Коллекционера.
- Технологии Читаури появляется в фильме «Мстители: Эра Альтрона» где они изучаются лидером Гидры Бароном Штрукером, в основном несколько частей Брони Читаури и остатки Левиафана. Кроме того, впервые показана психологическая травма Тони Старка, которая показана в фильме Железный человек 3 и дополненная способностями Алой Ведьмы, что дала ему кошмарное видение, где Тони Старк боялся, что Читаури могут в конечном счете вернуться на Землю и стать виноватым из-за всего этого.
- Технология Читаури появляется в фильме «Человек-паук: Возвращение домой». Наряду с технологиями Тёмных Эльфов и Stark Industries технология Читаури используется Эдрианом Тумсом и его людьми, которые похищают технологии у Департамента по Контролю разрушений и модифицируют их в оружие для продажи на чёрном рынке и подделывают такие технологии, как летательный костюм Стервятника и перчатки Шокера.
- Читаури появляются в фильме «Мстители: Война бесконечности» в качестве стражей Корабля Таноса и воспоминаниях Гаморы, как они опустошали её родную планету.
- Читаури появляются в фильме «Мстители: Финал» в прошлых событиях и вместе с Таносом они перемещаются в будущее чтобы уничтожить Мстителей, раса Читаури погибает от силы камней бесконечности использованными Железным Человеком.
- Читаури упоминаются в телевизионных передачах, которые входят в Кинематографическую вселенную Marvel:
  - Читаури упоминаются несколько раз в телесериале Агенты «Щ.И.Т.». В пилотном эпизоде Читаури появляются в архиве из «Мстителей», поскольку Скай излагает общественные знания о супергероях и сверхъестественных событиях. Кроме того, в серии агент Грант Уорд восстанавливает «невральную связь» с Читаури от нелегального торговца оружием по имени Т. Ванчат. В серии "ФЗЗТ" было упомянуто, что много пожарных было отправлено в Нью-Йорк после того, как Мстители остановили вторжение в Читаури. Некоторые из этих пожарных из небольшого города в Пенсильвании обнаружили шлем Читаури и вернули его домой в качестве сувенира. Неизвестный им шлем имел в себе чужеродный вирус ржавчины, который медленно убивал тех, кто подвергался воздействию статического электричества. Лев Фитц и Джемма Симмонс смогли придумать антисыворотку, чтобы вылечить чужеродный вирус после тестирования на некоторых крысах с использованием остатка ДНК Читаури, обнаруженного на шлеме. Шлем Читаури был помещен в базу данных Щ. И. Т. для хранения. В серии "Волшебное место" появился металлический металл Читаури, который, как утверждается, является компонентом устройств проекта Сорокононожка, которые можно увидеть в этой серии. В эпизоде "Разрушенные обещания" выясняется, что родители сенатора Эллен Надир были убиты во время вторжения Читаури.
  - Читаури упоминаются в телесериала «Джессика Джонс» в серии «A.K.A. Это называется виски».
  - В телесериале «Люк Кейдж» спасенный металл Читаури используется компанией Hammer Industries для создания пуль Иуда, осколочноподобных боеприпасов, способных пронзить пуленепробиваемую кожу Люка Кейджа и ранить или даже убить его. Уильям Страйкер использует их против Люка несколько раз и использует союз с Мэрайей Диллард, чтобы манипулировать Департаментом полиции Нью-Йорка, чтобы вооружить подразделение экстренной помощи серийно выпущенными пулями Иуды.
- В первом эпизоде сериала «Соколиный глаз» Читаури появляются в начальной сцене, действия которой разворачивается во время битвы за Нью-Йорк из фильма «Мстители».

#### Мультсериалы
- Читаури появляются в мультсериале Совершенный Человек-паук в серии "Стражи Галактики". Эта версия Читаури во главе с Корваком и их появление напоминает их изображение в фильме Мстителей. Когда корабль Ракеты втягивается в корабль Читаури, Ракета подделывает сдачу, чтобы они могли освободить пленных членов Стражей Галактики. Впоследствии Человек-паук обнаруживает, что Читаури планируют уничтожить Землю. Стражи Галактики планируют управлять кораблем Читаури на Солнце, сражаясь с силами Читаури. Когда их план не работает, Стражи Галактики заканчивают свой путь к Кэннону Темной материи. В то время как Нова и Человек-паук отправляются в Пушку Темной материи, Стражи Галактики сражаются с Читаури и Корваком. После того, как Корвака победил Грут, Нова уничтожает пушку Темной материи и корабль Читаури уничтожается. В серии «Возвращение Стражей Галактики» Титус приводит Читаури в прицел к шлему Новы, в результате чего он вступает в конфликт со Стражами Галактики и Человеком-пауком. После поражения Титус и оставшиеся Читаури бегут с Земли.
- Читаури появляются в мультсериале Мстители, общий сбор! в серии «Невозможно». Невозможный Человек работал над документальным фильмом о Читаури, пока они не заметили его и не начали преследовать его по всей галактике. Невозможный Человек сделал телесериал в главной роли Сокола, чтобы он мог быть готов сражаться с Читаури. Когда на Землю прибыла разведчица Читаури, Сокол и остальные Мстители закончили борьбу с Читаури, чтобы не дать им добраться до Невозможного Человека. Сокол убеждает Невозможного Человека отправить Читаури далеко от Земли, назначив его в одной сцене как Мстителя. Невозможный Человек переходит в межгалактическую раку, чтобы отправить Читаури далеко от Земли.
- Читаури появляются в мультсериале "Стражи Галактики" в серии «Возвращение». Показано, что некоторые Читаури составляют экипаж космического корабля Небулы.

### Мультфильмы
- Читаури появляются в анимационных фильмах 2006 Ultimate Мстители и Ultimate Мстители 2 как основные антагонисты Мстителей и Щ.И.Т. В отличие от их появления в The Ultimates, они действительно показывают свою истинную форму: семь футов рептилоидных существ с темно-зеленоватой кожей и огненными взрывами из их рук. Первичный антагонист, единственный Господин Клейзер, обладает способностью изменять образ; Он упоминается как их Суперсолдат и по сравнению с Капитаном Америкой[19].

### Видеоигры
- Читаури появляются в видеоигре Lego Marvel Super Heroes: Maximum Overload с их вокальными эффектами, предоставленными Ди Брэдли Бейкером. Они появляются в качестве слуг Локи.
- Читаури появляются в видеоигре Lego Marvel’s Avengers.
Читаури появлялись в игре Fortnite, за них можно было поиграть в режиме Финал.

### Живое исполнение
- В Кинематографической вселенной Marvel версия Читаури появилась в шоу Marvel Universe: LIVE![20]